# Stollbergsche Buchdruckerei und Verlagsbuchhandlung

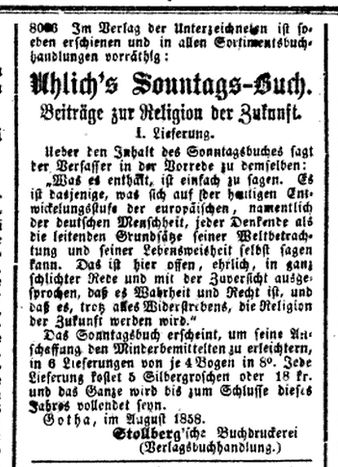
Anzeige vom August 1858 im Frankfurter Journal

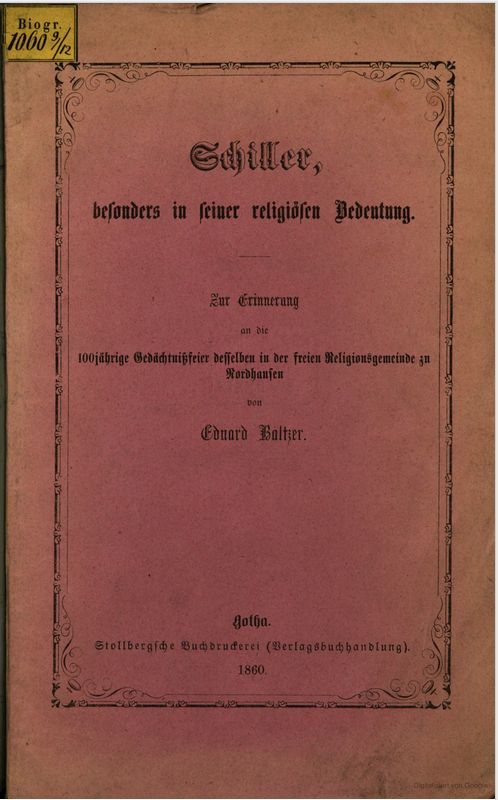
Titel eines bei Stollberg 1860 erschienenen Buches

Die Stollbergsche Buchdruckerei und Verlagsbuchhandlung war eine Buchdruckerei und ein Verlag im thüringischen Gotha.

## Geschichte
Karl Gustav Stollberg (* 1821 – 4. April 1880) aus Leina erlernte den Beruf des Buchdruckers in der Engelhard-Reyhersche Hofbuchdruckerei. Anschließend hatte er sich mehrere Jahre lang in Stuttgart, Landau, Basel und zuletzt in Paris aufgehalten, um seine Ausbildung zu vervollkommnen. Dort wurde er von den Ideen der Französischen Revolution inspiriert und hatte beschlossen eine unabhängige, im Dienste der Freiheit und des Fortschritts stehenden Zeitung, zu Gründen. Nach seiner Rückkehr nach Gotha beantragte er 1846 eine Lizenz zum Betrieb einer Druckerei und gründete 1847 die Stollbergsche Buchdruckerei und Verlagsbuchhandlung. Diese befand sich zunächst in den Wirtschaftsräumen des ehemaligen Hotels Mahr am Friedhofseingang in der Langensalzaer Straße. Mit der Revolutionen 1848/1849 wurde auch in Gotha die Meinungs- und Pressefreiheit ausgerufen und die Zensur abgeschafft. Am 2. April 1849 erschien die erste Nummer des neuen Gothaischen Tageblatts. 1863 verlegte er den Firmensitz in die Schwabhäuser Straße 32 in der Altstadt. Bis 1866 war Stollberg überwiegend selbst als Schriftleiter des Blattes tätig.

## Familie Nehrlich
Am 1. Dezember 1870 nahm er den gelernten Kaufmann Albin Nehrlich (* 1845; † 3. August 1892) als Teilhaber in die Firma auf. Dieser wurde am 1. Oktober 1874 alleiniger Geschäftsführer. Mit der Ausweitung des Geschäftsbetriebes von Druckerei und Zeitungsverlag wurde im Oktober 1881 ein erneuter Umzug notwendig. In der Gartenstraße 15 wurde ein neues Geschäftshaus errichtet, in dem die Redaktion und das Ladenlokal untergebracht waren. Die Druckerei befand sich in einem Hinterhaus. Als Nehrlich 1892 starb, leitete dessen Witwe Emma zwei Jahre das Unternehmen als alleinige Geschäftsführerin. Im Januar 1884 übergab sie diese an ihre beiden Söhne Gaston (1876 – 21. Februar 1929) und Alfred Nehrlich (nach 1876 – † 31. Dezember 1914).
Gaston hatte bereits in München und Frankfurt am Main eine Ausbildung zum Buchdrucker absolviert und sein Bruder Alfred ein Studium abgeschlossen. Im April 1917 bekam das Impressum der Firma den Zusatz „Gaston und Alfred Nehrlichs Erben“. Nach dem Tod seines Bruders blieb Gaston bis zu seinem Tod alleiniger Inhaber. Danach befand sich das Unternehmen im Besitz von „Gaston und Alfred Nehrlichs Erben“. Rund um Friedenstein war eine beliebte Beilage des Gothaischen Tageblattes, die von vielen Heimatfreunden gelesen wurde.
Das Hauptgeschäft der Firma war neben der Herausgabe des Gothaischen Tageblattes ein ausgedehnter Handel mit Drucksachen. Außerdem wurde während einer kurzen Zeit die Zeitschrift Die Landfrau verlegt.
Die Inhalte des Gothaischen Tageblattes änderten sich im Jahr 1933, als sich das Blatt mehr und mehr zu einem Sprachrohr der Nationalsozialisten entwickelte. Im Mai 1941 musste die Herausgabe der Zeitung kriegsbedingt eingestellt werden und die Geschäftsräume wurden bei der Bombardierung der Stadt im Jahr 1944 stark beschädigt.
Im Jahr 1968 fusionierte die Stollbergsche Buchdruckerei und Verlagsbuchhandlung mit der Engelhard-Reyhersche Buchdruckerei (1631 gegründet von Andreas Reyher, spätere Engelhard-Reyhersche Hofbuchdruckerei).

## Veröffentlichungen (Auswahl)
Druck und Verlag der Stollbergschen Buchdruckerei Gotha:
- Gedichte. In: Adolf Bube (Hrsg.): Thüringischer Sagenschatz in Gedichten für Haus und Wanderschaft. 1851.
- Vogelherd – Klänge aus dem Thüringer Wald. 1854 (Sonette).
- Festgaben zu Deutschlands Schillerfeier am 10. November 1859. 1859.
- Nachruf in die Gruft Ihrer Hoheit der verwittweten Frau Herzogin Marie von Sachsen Coburg und Gotha. 1860.